# 安東茂季
安東茂季（あんどう しげすえ）是戰国時代和安土桃山时代的武将。湊安東氏10代当主。

## 經歷
天文9年（1540年）作為安東舜季的三男誕生。
兄長愛季為了統一安東氏而讓它成為湊安東氏10代当主。此時已經成為了兄長的傀儡。
元龜元年（1570年），豊島玄蕃煽動湊城近隣的國人眾爆發第二次湊騒動時，與兄長愛季一同鎮圧。一説在此事件后，秋田郡一帯由愛季直接支配，茂季因此而移居豐島城。
子・通季在愛季之子・秋田實季繼承家督后謀反（湊合戰）。

## 登場作品
小說
- 转生竹中半兵卫！和一起转生的不知名武将一起在战国乱世活下去（双叶社、青山有著）

## 脚注
1. ↑  遠藤 1999,p.50